# Килинг, Чарльз Дэвид
Чарльз Дэвид Килинг (англ. Charles David Keeling, 20 апреля 1928, Скрантон, Пенсильвания — 20 июня 2005, Гамильтон, Монтана) — американский учёный-климатолог, предоставивший, как отмечает «Британника», впервые доказательство того, что антропогенное влияние на увеличение концентрации углекислого газа в атмосфере Земли негативно сказывается на её климате.
Он стал первым, кто начал вести систематические измерения концентрации атмосферного CO2 — с 1958 года на метеостанции Мауна-Лоа (вулкан на острове Гавайи); результаты этих работ известны под названием график Килинга. Он осуществлял их до конца своей жизни и его наследие — это единственные столь продолжительные непрерывные подобные наблюдения, которыми мы располагаем.
С 1956 года работал в Институте Скриппса (Scripps Institution of Oceanography) Калифорнийского университета в Сан-Диего, где с 1968 года являлся профессором океанографии (с 2003 эмерит). Член Американской академии искусств и наук (1986) и НАН США (1994). В 1997 году на церемонии в Белом доме из рук вице-президента США А. Гора он был удостоен специальной награды «за сорок лет выдающихся научных исследований, связанных с мониторингом атмосферного углекислого газа на метеостанции на Мауна-Лоа». В 2002 году получил Национальную научную медаль США. Лауреат премии Тайлера (2005).
Окончил Иллинойский университет (бакалавр искусств, 1948). Степень доктора философии по химии получил в Северо-Западном университете в Иллинойсе в 1954 году. В 1953—1956 гг. постдок геохимии в Калтехе, где работал с Харрисоном Брауном.
В 1961—1962 гг. также был стипендиатом Гуггенхайма в Метеорологическом институте Стокгольмского университета.
В 1969—1970 гг. приглашённый профессор Гейдельбергского университета, а в 1979—1980 гг. — Бернского университета.
Являлся членом Американского геофизического союза и Американской ассоциации содействия развитию науки.
Женат с 1955 года, четыре сына и дочь, внуки. Один из его сыновей, Ralph Keeling, продолжил работу отца и ныне также является профессором в Институте океанографии Скриппса.
Автор более 100 научных статей.
Отмечен рядом наград.

График Килинга: концентрации атмосферного CO_{2}, на основе наблюдений в обсерватории Мауна-Лоа (Mauna Loa Observatory), Гавайи

- 1981 — Second Half Century Award Американского метеорологического общества
- 1991 — Maurice Ewing Medal[англ.] Американского геофизического союза
- 1993 — Премия Голубая планета (Япония)
- 2002 — Национальная научная медаль США
- 2005 — Премия Тайлера